# Resident Evil 2 (відеогра, 2019)
Resident Evil 2 — ремейк однойменної survival horror гри 1998 року розробки й видання Capcom R & D Division 1 для PlayStation 4, Xbox One і Windows.

## Розробка
На ранніх етапах в Capcom обговорювалося безліч варіантів. Творці намагалися встановити вид від першої особи і фіксовану камеру в дусі «старої школи», але зрештою вирішили, що управління від третьої особи, на кшталт четвертої частини, працює краще. І хоча не всі фанати сприйняли дане введення, після виставки E3 2018, реакція в цілому була позитивною. Продюсер Цуєси Канда заявив, що гра не буде підтримувати режим VR, оскільки це зруйнує атмосферу жаху. Бренд-менеджер Майк Лунн повідомив: «Resident Evil 2» не є точним відтворенням оригіналу із сучасною графікою. За його словами, це нова частина, створена на основі старої. Тому розробники й не використовують термін «ремейк». Йосіакі Хірабаясі зізнався, що коштувало великої праці зберегти деякі сцени, наприклад, бій з алігатором, щоб все виглядало реалістично.
Рушієм було обрано Re Engine, що використовує технологію фотограмметрії, даний підхід використовує реальні фотографічні дані для створення моделей, текстур і карт нормалей для віртуальних об'єктів. При цьому результат виглядає напрочуд реалістично. Ефект можливо було оцінити в Star Wars Battlefront і Vanishing of Ethan Karter. У створенні гри задіяно не менше 800 осіб, що на 200 більше, ніж працювало над Resident Evil 6.
Фрагменти демоверсії були представлені на заході «Tokyo Game Show 2018». Простежувалося прагнення до фотореалістичності:

| «Якщо ви хочете показати криваве насильство, можна просто вставити жорстоку сцену. Ми робимо інакше: наша мета — показати насильство в часі, підкреслити, що колись у цьому місці не відбувалося нічого страшного. У цій грі два аспекти: це новітня частина серії, що одночасно намагається вписати в сучасний контекст концепцію оригінальної „Resident Evil 2“. Ми повертаємося до оригінальних методів вираження, заглиблюємося в стару концепцію і намагаємося зрозуміти, чи варто нам залишити якийсь елемент як є і просто „відполірувати“ його або ж серйозно змінити. Або зовсім переробити з нуля? Цей процес триває протягом всієї розробки» | — заявив Йосіакі Хірабаясі.
ПК-версія підтримує роздільність 4K.

## Сюжет
У корпорації Амбрелла доктор Вільям Біркін створює нову біозброю, яку називає G-вірус. Корпорація припиняє досліди цієї зброї і через це Біркін вирішує продати G-вірус американській армії. Цей факт виявляється, і СБА(Служба Безпеки Амбрелли) на чолі з ГАНКом відправляються захопити Біркіна у підземну лабораторію Амбрелли "ГНІЗДО". Вчений цілиться у солдат і один з них відркиває вогонь у відповідь. ГАНК виносить йому догану і забирає усі матеріали доктора, включаючи вже відомий Т-вірус. Але Біркін отямлюється і з останніх сил вводить собі G-вірус і починає мутувати. Він наздоганяє солдат і знищує практично весь загін. У результаті цього ампули з Т-вірусом розбиваються і інфіковані щури розносять містом заразу...
По дорозі їде бензовоз, і його водій слухає радіопередачу, у якій описують ситуацію з нападами живих мерців на людей. Водій скептично ставиться до цих ситуацій, і його починає хилити в сон. Раптом на дорозі з'являється дівчина, і водій збиває її через те, що не помітив її на дорозі вчасно. Він різко гальмує і йде перевірити, що з нею сталося. Водій виявляє, що вона мертва і бідкається, що ж йому робити. Тим часом дівчина встає на ноги...
Леон С. Кеннеді, випускник поліцейської академії, прямує до своєї нової роботи у Раккун-Сіті. На півдорозі до міста, він зупиняється на заправці, щоб заправити авто, але помічає, що заправка підозріло порожня. Раптом він чує шум всередині будівлі заправки та відправляється перевірити. Там він виявляє понівеченого чоловіка та офіцера поліції, який намагається заарештувати якогось волоцюгу. Цей волоцюга виявляється зомбі і користуючись моментом слабкості, нападає на офіцера і вбиває його. Леон помічає, що у магазині з'являються ще декілька зомбі і прямує до виходу. На виході з заправки він помічає якусь дівчину і рятує її від зомбі. Вони обоє помічають, що до заправки прямує орава зомбі. Вони сідають у найближчу відкриту поліцейську машину та їдуть геть з заправки до міста. Дівчина представляється як Клер Редфілд. Вона теж прямує у Раккун-Сіті, щоб знайти свого брата Кріса. Прибувши у місто, вони помічають хаос і розруху на дорозі до поліцейського відділку. Зомбі помічають їх і кидаються на машину. Леон і Клер намагаються вибратися з машини, але помічають бензовоз, водій якого поволі перетворюється на зомбі і втрачає керування машиною. Він таранить машину з героями вперед і вибухає. Це розділяє героїв і вони домовляються зустрітися у поліцейському відділку.
Сценарій Леона
Леон пробираючись вулицями Раккун-Сіті, дістається поліцейського відділку і помічає що він вже закинутий. По камером спостереження він бачить, що якийсь поліціянт відстрілюється від зомбі і тікає. Леон прямує йому на допомогу, але не встигає його врятувати. Він отримує від нього блокнот і прямує назад, тікаючи від зомбі. Один з них хапає Леона під час того, як той намагається вибратися з-під зачинених ставнів, але новачка рятує один вцілілий офіцер - Марвін Брана. Він пояснює Леону усю ситуацію і пояснює, що той офіцер вірив, що у статуї у головному холлі є таємний хід, з допомогою якого можливо вибратися з відділку. Щоб його відкрити, потрібно знайти три медальони. Леон вирушає їх шукати, і під час пошуків виявляє, що Клер також дісталася відділку. Він прямує до неї і на півдорозі до заднього двору у відділок врізається гелікоптер. Леон і Клер зустрічаються, але їхню зустріч перериває вибух гелікоптера і сигналізація, яка приваблює зомбі. Леон і Клер знову розділяються. Леон, відбиваючись від зомбі та мутантів-лизунів знаходить усі медальони та відкриває двері. Він пропонує тікати разом з Марвіном, але лейтенант розкриває що він заражений і відмовляється йти. 
Леон прямує до виходу і потрапляє у котельню. Там на нього нападає мутований Вільям Біркін. Леону доводиться битися з ним і він падає униз до каналізації. Хтось спускає Леону драбину. З котельні він вибирається назовні до паркінгу, але щоб відкрити ворота паркінгу, потрібна ключ-перепустка. На нього раптово нападає собака-зомбі. Хтось стріляє у собаку і Леон від неї відбивається. Виявляється, що це якась таємнича жінка, яка називає себе агентом ФБР. Леон прямує з нею до в'язниці і знаходить у одній із камер репортера Бена Бертолуччі, якого сюди посадив корумпований начальник поліцейського відділку Браян Айронс, якого Бен хотів здати владі. У нього є ключ-перепустка для воріт паркінгу і він намагається домовитися з Леоном. Раптом зі стіни з'являється велетенська рука і чавить Бену голову, вбиваючи його. З'являється таємнича жінка і виявляється що вона знає Бена. Леон намагається довідатися, що тут відбувається і питає ім'я жінки. Вона представляється Адою Вонг, і радить Леону забиратися звідси. Той відправляється шукати деталі електрощитка, які необхідні для відчинення камери Бена. Під час пошуків, Леон наштовхується на вбивцю Бена - Тирана модель Т-103. Це біологічна зброя корпорації Амбрелла, яку вона відправила у місто для ліквідації свідків вірусного спалаху. Цей Тиран переслідуватиме Леона весь час у відділку. Йому вдається знайти усі деталі та відчинити двері камери. Він забирає ключ-перепустку і прямує до воріт, але його раптово хапає Тиран і намагається вбити. Ада Вонг таранить Тирана і рятує Леона. 
Леон завзято готується йти до кінця разом з Адою і вони прямують у каналізацію, де знаходиться вхід у підземну лабораторію Амбрелли, щоб знайти Аннет Біркін, дружину Вільяма Біркіна, яка має зразок біозброї G-вірусу, зустрівши на шляху Роберта Кендо. У каналізації на Леона нападає велетенський алігатор, якого він вбиває вибухом газової труби. На шляху до входу в лабораторію, і зустрічають Аннет. Ада вимагає віддати їй G-вірус. Біркін тікає і стріляє у Аду. Леон її захищає, отримує поранення у плече і непритомніє. Ада обробляє Леону рани та відправляється переслідувати Аннет, разом з тим відриваючись від Тирана. Ада вибирається з пастки Аннет, здобуває браслет із пропуском і намгається довідатися, де зберігається зразок G-вірусу. Докторка відмовляється щось казати і тоді Ада заявляє, що у цьому випадку вона буде шукати зразок у "ГНІЗДІ". Аннет активує кран і Ада падає у яму для відходів. Через уламок у нозі вона непритомніє.
Тим часом Леон приходить до тями і відправляється шукати Аду. Він її знаходить, але вхід у цей відділ закрито. Для відкриття потрібно знайти 6 штекерів та розставити їх у правильні гнізда. Леон знаходить штекери та відкриває двері. Але раптом на нього нападає мутований у другу форму монстра Біркін і Леону знову б'ється з мутантом, скидаючи його вниз. Леон відкриває відсік і знаходить Аду. Вони разом прямують до фунікулера, який має доставити їх до "ГНІЗДА". У фунікулері Ада пояснює Леону що ситуація гірше, ніж вона думала, тому радить Леону йти. Леон каже, що він буде тут до кінця. Ада його цілує і він відправляється шукати зразок G-вірусу. У східному крилі він знаходить перепустку, яка дозволяє відкрити доступ до західного крила, у якому зберігається зразок. Він його здобуває і вмикається тривога. На виході з крила у біореакторній залі, його атакує мутований Біркін. Аннет Біркін з'являється і знешкоджує Біркіна кислотними снарядами. Вона зізнається, що це сталося з їх вини, але вони не хотіли, щоб так сталося. Але раптом Аннет хапає Біркін, який мутував вже в третю форму мутанта, подоба якого вже не нагадує людську. Він кидає її у стіну. Вона опускає міст і просить Леона знищити його. У важкому двобої Леон перемагає мутанта і піднімається нагору. Вмикається система самознищення лабораторії. Він каже що передасть зразок Аді. Але докторка повідомляє, що Ада Вонг не працівниця ФБР, а найманка, яка хоче отримати вірус з комерційною метою. Леон прямує до виходу, де Ада зламує евакуаційний ліфт. Леон вимагає у Ади сказати правду і вони сперечаються, наставивши один на одного зброю. Ада врешті-решт відмовляється стріляти у Леона, але отримує кулю в плече від ледь живої Аннет. Вона падає з платформи і Леон хапає її, впустивши зразок G-вірусу. Після недовгої розмови, Леон відпускає Аду і прямує до ліфта. Він спускається до командної рубки і намагається зв'язатися з Клер, яка теж у лабораторії і радить їй тікати з лабораторії. Леон пробирається до евакуаційної зали, але його знаходить Тиран. Леон тікає від нього, але Тиран його наздоганяє і намагається вбити. Але вибухи цистерн знешкодують Тирана і Леон доходить до рухомої платформи. Він активує платформу і вона починає рух до відправної станції. Але зі зруйнованого коридору з'являється мутований Тиран який зістрибує на платформу, і Леону доводиться з ним битися. Його зброя не може завдати мутанту ніякої шкоди. Але раптом на платформу падає ракетна установка(яку скинула Ада) і з її допомогою Леон знищує монстра. Прибувши на відправну платформу він помічає поїзд і застрибує на нього. Він визнає, що сумуватиме за Адою і викидає її браслет. У поїзді він зустрічається з Клер та з дівчинкою на ім'я Шеррі
Сценарій Клер
Клер дістається поліцейського відділку, але двері заднього двору замкнені. Вона зустрічає Леона, але гелікоптер, який врізався у відділок, вибухає. Звук сигналізації і вибуху приваблює зомбі і Клер з Леоном розділяються. Клер знаходить ключ від дверей заднього двору і дістається відділку. У відділку їй потрібно знайти три медальони, які відмикають потаємний хід у статуї. Під час пошуків медальонів, Клер знаходить лист від брата своїм колегам з загону С.Т.А.Р.З.(Спеціальний тактично-рятувальний загін), і помічає, що це чомусь зовсім не схоже на Кріса. Клер знаходить медальони та відкриває вхід. Вона потрапляє у котельню, де помічає, що хтось біжить на верхньому поверсі. Вона знаходить маленьку дівчинку, але вона нажахна появою мутованого Вільяма Біркіна. Клер доводиться битися з ним. Вона його перемагає і дівчинка спускає їй драбину. Вони знайомляться один з одним: дівчинка каже, що її звати Шеррі, і вона прийшла сюди знайти свою матір. Вони вибираються з котельні на паркінг, але ворота паркінгу зачинені. Для відкриття потрібна ключ-перепустка. Раптом з'являється начальник поліцейського відділку Браян Айронс та погрожуючи зброєю забирає Шеррі та знешкодує Клер. Шеррі намагається пручатися і випадково губить якийсь медальон, який підбирає Клер. Вона проходить через таємний ліфт до кабінету начальника відділку і помічає ключ-перепустку від парковки. Але для відкриття потрібно знайти деталі електрощитка. Шукаючи деталі, Клер також стикається з Тираном, який буде її переслідувати. Врешті-решт, вона знаходить деталі щитка та відчиняє камеру. Клер готується взяти перепустку, але тут задзвонив телефон...
Тим часом Браян Айронс телефонує Клер і вимагає в неї, щоб дівчина повернула медальон, який загубила Шеррі. Він каже, щоб шукала його у сиротинці. Айронс замикає Шеррі у кімнаті. Але вона вибирається з кімнати і намагається втекти з сиротинця. Але двері сиротинцю виявились замкнені. Ключі від дверей залишилася у Айронса. Шеррі проникає до кімнати і намагається дістати ключі. Але Айрон з'являється і намагається схопити Шеррі. Налякана, Шеррі кидає у Айронса склянку з якимось розчином, від якого Айронс отримує опік і починає переслідувати Шеррі. Вона тікає до верхньої кімнати і ховається від Айронса. Той корчиться від опіку і прямує до ванної кімнати, щоб притупити біль. Ключі залишилися у замку. Шеррі забирає ключ, але Айронс її помічає і починає переслідувати. Шеррі намагається відчинити двері сиротинця, але вони замкнені на ланцюг з іншого боку. Вона тікає знову в кімнату Айронса. Той її наздоганяє і готується розправитися з дівчинкою. Але раптом з'являється мутований Вільям Біркін і заражає Айронса G-ембріоном. Шеррі ховається.
Після дзвінка Айронса, Клер вирушає знову до парковки і відчиняє двері. Її переслідує Тиран, але вона втікає від нього. Клер прибуває до сиротинцю і шукає Шеррі. Їй назустріч вибігає Айронс і гине, коли з нього вилуплюється G-ембріон. Клер знаходить Шеррі, але Тиран знову з'являється позаду. Клер і Шеррі тікають до ліфта, але Тиран їх наздоганяє і намагається відкрити двері. Раптом Тирана ззаду простромлює чиясь рука. Це Вільям Біркін який починає мутувати у другу форму. Шеррі називає його татом, що шокує Клер. Мутант вбиває Тирана і настрибує на падаючий ліфт. Унизу їх знаходить Аннет Біркін - матір Шеррі та дружина Вільяма. Клер отямлюється і йде шукати Шеррі. Вона знаходить Шеррі у ямі для відходів, яку допитує Аннет. Раптом Шеррі стає зле і вона непритомніє. Щоб відкрити двері до ями для відходів потрібно знайти та правильно їх розставити. Клер знаходить штекери і відкриває двері. Але дійти до Шеррі вона не встигає, тому що з'являється мутований Біркін, з яким Клер доводиться битися. Вона скидає його у яму і дістається до Шеррі. Аннет повідомляє, що Шеррі стало зле, тому що Вільям Біркін зміг заразити її G-ембріоном(істота навмисно шукає когось для зараження, щоб розмножитися, але ідеальним носієм можуть бути лише люди з підходящою ДНК, наприклад діти зараженого) і її не врятувати. Клер жорстко натякає Аннет на її батьківські обов'язки, і вона згадує що у лабораторії "ГНІЗДО" є антивірус, за допомогою якого можливо сцілити Шеррі, поки не стало занадто пізно. Клер та Шеррі відправляються у "ГНІЗДО" на фунікулері. Клер віддає їй свою куртку.
У "ГНІЗДІ" Клер залишає Шеррі під наглядом матері і відправляється шукати антивірус. Після здобуття пропуску у східному крилі, вона прямує у західне крило, де зберігається антивірус. Вона забирає його, але у біореакторному залі з'являється мутований Біркін. Аннет знешкоджує його кислотними набоями і зізнається Клер, що вони з чоловіком більше були зациклені на роботі, аніж на вихованні доньки. Раптом, мутований до третьої формі Біркін, хапає Аннет і жбурляє її у стіну. Вона намагається знешкодити мутанта останнім кислотним набоєм, але це не дає ніякого ефекту. Клер віддає їй антивірус і лишається битися з Біркіном. Вона перемагає і прямує до кімнати з Шеррі. Антивірус подіяв і Шеррі врятовано. Але Аннет смертельно поранена і перед смертю вона вибачається перед дочкою за усе і віддає Клер пропуск до евакуаційного ліфту. Вона каже Шеррі, що мама завжди любила її. Раптом вмикається система самознищення комплексу. Клер та Шеррі тікають. Вони спускаються на ліфті униз та прибувають до евакуаційного потяга. З Клер зв'язується Леон і радить тікати. Поїзд починає спускатися, але мутований до 4 формі Біркін наздоганяє героїв. Шеррі сховался в поїзді і Клер доводиться битися з масою плоті, зубів та очей на яку перетворився Біркін. Клер перемагає його у важкій сутичці, поїзд досягає нижнього поверху і відправляється. Клер і Шеррі розмовляють про те, що робитимуть після того, як виберуться. До вагона входить Леон і зустрчає Клер та Шеррі.
Справжня кінцівка(відкривається за проходження двох сценаріїв у будь-якому порядку)
Герої чують шум з дального кінця потягу і Клер/Леон відправляється перевірити у чому справа. Виявляється, Біркін уцілів і ще більше мутував. Один з героїв його відволікає, в той час як інший намагається відчепити вагон. Зрештою, їм вдається його перемогти і Біркін вибухає разом з вагоном через самознищення комплексу.
Вибравшись на поверхню, герої клянуться, що не допустять того, що сталося у Раккун-сіті, а також Шеррі ділиться своїми думками про її всиновлення та домашніх тваринок, яких вона хоче придбати.